# Françoise Buffat
Pour les articles homonymes, voir Michaël Buffat.
Françoise Buffat, née le 10 avril 1933 à Strasbourg et morte le 24 février 2017 à Genève, est une politologue, journaliste et écrivaine vaudoise.

## Biographie
Née en France dans une famille d'origine juive, son enfance est marquée par l'antisémitisme et les pierres que l'on lui jette dessus à l'école. En 1942, la famille de Françoise Buffat se réfugie en Suisse.
Elle exerce  la profession de journaliste en dirigeant le service politique de 1976 à 1998 du Journal de Genève et Gazette de Lausanne, puis en tenant une chronique à La Tribune de Genève. Son surnom est la Buffat et elle reçoit le titre d'honneur de 8e Conseillère d’État de Genève, « la 8e ».
En 1979, elle obtient un diplôme de l'Institut universitaire d'études européennes avec un mémoire intitulé Les zones franches de la région franco-genevoise à l'heure de l'intégration européenne.
Françoise Buffat publie en 1998 avec Sylvie Cohen aux éditions Favre Suisses et Juifs constitué d'une suite de portraits et témoignages. En 2001 paraît son premier roman, le Violon d'Henri aux éditions L'Harmattan. Cette histoire raconte l'histoire du violon de son oncle déporté à Auschwitz avec son père, son épouse, qui revit sous les doigts d’une adolescente. En 2002, elle publie Justine au miroir violet aux éditions Slatkine.
En 2003, paraît son troisième roman, La Greffe miraculeuse, tableau de mœurs d'une grande famille de banquiers privés genevois. L'année suivante elle publie un recueil de nouvelles Parlez-moi d'amour, en même temps qu'une biographie du sculpteur Ursula Malbine, et une comédie satirico-politique non encore jouée : « Cendrillon chez les Coupeurs de têtes ». Écrivaine prolifique, Françoise Buffat, publie un quatrième roman en 2005, La Mal-aimée, portrait d'un Don Juan d'aujourd'hui raconté par une de ses victimes. L'année 2006 paraît un second recueil de nouvelles, Le Retour de Compostelle, ainsi qu'un ouvrage dédié à Jaques Vernet, un homme d'État au service de sa République. En 2008 c'est la sortie de Judith reine de Narbonne, un grand roman historique sur l'épopée de deux royaumes juifs qui rayonnaient au temps de Charlemagne. Tous ces ouvrages ont été publiés chez Slatkine.
Françoise Buffat continue son activité journalistique, notamment dans Hayom, le magazine de la Communauté juive libérale de Genève.
Sa fille est la doctoresse Juliette Buffat, spécialisée en thérapeutique de couple et sexologue, ancienne députée au Grand Conseil genevois de 1997 à 2001 et chroniqueuse à la Tribune de Genève et dans le Matin.

## Publications
- 1998 : Suisses et Juifs, portraits et témoignages, Éditions Favre, Lausanne
- 2001 : Le Violon d’Henri, roman, Éditions L’Harmattan, Paris
- 2002 : Justine au miroir violet, roman, Éditions Slatkine
- 2003 : La Greffe miraculeuse, roman, Éditions Slatkine
- 2004 : Parlez-moi d'amour, seize nouvelles, Éditions Slatkine
- 2004 : Ursula Malbine, Éditions Slatkine
- 2004 : Cendrillon chez les coupeurs de têtes, comédie en 4 actes
- 2005 : La Mal-aimée, portrait d’un don Juan d’aujourd’hui, roman, Éditions Slatkine
- 2006 : Le Retour de Compostelle et autres nouvelles, Éditions Slatkine
- 2006 : Jaques Vernet, Un homme d’État au service de sa République (contributions)
- 2008 : Judith reine de Narbonne, roman, Éditions Slatkine

Préfacière
- 2003 : Jean-Noël Cuénod et Christine Zwingmann (illustrations de Ben-Ami Koller), Amour dissident, Editinter, Paris

## Récompenses et distinctions
- 1990 : 1er prix de l'information locale décerné par la fondation de la Berner Zeitung[9]
- 2004 : Prix du roman et médaille de la Ville de Toulouse au Concours international des Arts et Lettres de France pour La Greffe Miraculeuse
- 2007 : 2e prix au concours littéraire de la Société Genevoise des Écrivains pour Judith reine de Narbonne[10]